# Fear Will Drag You Down
Fear Will Drag You Down – album kompilacyjny amerykańskiej grupy muzycznej Shadows Fall, wydany 28 stycznia 2002 nakładem wytwórni Century Media Records, jedynie w Europie i Australii.
Nie był to album „best-of/kompilacyjny” w dosłownym znaczeniu tego terminu, zaś niejako ponownie wydanym albumem Of One Blood z 2000, poszerzonym o pięć dodatkowych utworów (1, 2, 13, 14 i 15), pierwotnie wydanych na minialbumie Deadworld w 2001 (EP-ka ukazała się wówczas jedynie w Japonii).
Utwór „Stepping Outside The Circle” został ponownie zarejestrowany i wydany na późniejszym albumie The Art of Balance.

## Lista utworów
| 1.  | "Deadworld"                      | 04:47   |
|     |                                  |         |
| 2.  | "Stepping Outside The Circle" ** | 05:14   |
|     |                                  |         |
| 3.  | "Crushing Belial"                | 05:25   |
|     |                                  |         |
| 4.  | "Of One Blood"                   | 04:45   |
|     |                                  |         |
| 5.  | "The First Noble Truth"          | 04:14   |
|     |                                  |         |
| 6.  | "Fleshold"                       | 03:37   |
|     |                                  |         |
| 7.  | "Root Bound Apollo"              | 06:19   |
|     |                                  |         |
| 8.  | "Revel In My Loss"               | 05:26   |
|     |                                  |         |
| 9.  | "Montauk"                        | 04:22   |
|     |                                  |         |
| 10. | "To Ashes"                       | 06:00   |
|     |                                  |         |
| 11. | "Serenity"                       | 04:57   |
|     |                                  |         |
| 12. | "Pain Glass Vision"              | 00:49   |
|     |                                  |         |
| 13. | "Crushing Belial" (Live)         | 05:26   |
|     |                                  |         |
| 14. | "First Noble Truth" (Live)       | 04:13   |
|     |                                  |         |
| 15. | "Fleshold" (Live)                | 03:47   |
|     |                                  |         |
|     |                                  | 1:09:21 |
|     |                                  |         |

## Twórcy
- Brian Fair – śpiew
- Jonathan Donais – gitara prowadząca, wokal wspierający
- Matthew Bachand – gitara rytmiczna, wokal wspierający
- Paul Romanko – gitara basowa
- Derek Kerswill – perkusja w utworach 1 i 2
- Dave Germain – perkusja w utworach 3-15